# Финдер, Павел

Павел Финдер на почтовой марке ГДР 1962 г.

Павел Фи́ндер (пол. Paweł Finder; 19 сентября 1904, Бельско-Бяла — 26 июля 1944, Варшава, Генерал-губернаторство, Германия) — польский коммунистический деятель, первый секретарь Польской рабочей партии в 1942—1943 годах. Арестован гестапо и казнён.

## Биография
Павел Финдер родился 19 сентября 1904 года в Бельско (ныне — Бельско-Бяла). В молодости некоторое время был близок к левому сионизму, посетил Палестину. Получил образование инженера-химика, в 1922—1928 годах обучался в Вене и в Сорбонне. Учась в Сорбонне, работал под руководством известного учёного Фредерика Жолио-Кюри. В разные годы состоял в австрийской и французской коммунистических партиях. Начиная с 1928 года, проживал в Польше, занимался нелегальной партийной работой. Во время санационного режима Юзефа Пилсудского неоднократно подвергался преследованиям. В 1933 году Финдер вошёл в секретариат ЦК коммунистической партии Польши.
После нападения немецких войск на Польшу в сентябре 1939 года Финдер перешёл на территорию СССР. В 1941 году он вошёл в состав так называемой «Инициативной группы польских коммунистов», только что созданной. Заброшен в составе группы польских коммунистов на оккупированную территорию по одним данным, 5 января 1942 года, по другим — в декабре 1941 года.
В 1942 году, совместно с находившимися в Польше коммунистами, заброшенные из СССР основали Польскую рабочую партию, генеральным секретарём которой стал Марцелий Новотко. После того, как вскоре Новотко был убит провокатором, работавшим на гестапо, 28 ноября 1942 года партию возглавил Финдер. Финдер являлся одним из соавторов программной декларации Польской рабочей партии «За что мы боремся?», датированной 1 марта 1943 года. 14 ноября 1943 года Финдер вместе с несколькими товарищами по партии (в том числе с Малгожатой Форнальской) был арестован гестапо. В течение восьми месяцев он подвергался пыткам, но ничего не сказал немцам. 26 июля 1944 года Финдер, Форнальская и остальные арестованные были расстреляны.
После гибели Новотко и Финдера Польская рабочая партия временно потеряла радиосвязь с Москвой. Она была восстановлена лишь после того, как в конце 1943 года в Польшу прибыл Болеслав Берут.

## Киновоплощения
В киноэпопе «Солдаты свободы» (1977) роль Павла Финдера сыграл Лешек Хердеген.